# Vanneaugobius canariensis
Vanneaugobius canariensis is een straalvinnige vissensoort uit de familie van grondels (Gobiidae). De wetenschappelijke naam van de soort is voor het eerst geldig gepubliceerd in 1988 door Van Tassell, Miller & Brito.